# 白幡いちほ
白幡 いちほ（しらはた いちほ、1990年11月18日 - ）は、日本の女性タレント、シンガーソングライター、作詞家、プロデューサー、経営者、元お笑いタレント、元アイドル。2021年より『ichihoPOPgazer』名義でソロ活動を開始。
本名は、白幡 一穂（しらはた かずほ）。株式会社GOKIGEN JAPANの代表取締役として飲食店経営や、他アーティストへの作詞提供なども行う。身長159cm、血液型O型。東京都福生市出身。夫は総合格闘家の木内”SKINNY ZOMBIE”崇雅。

## 略歴

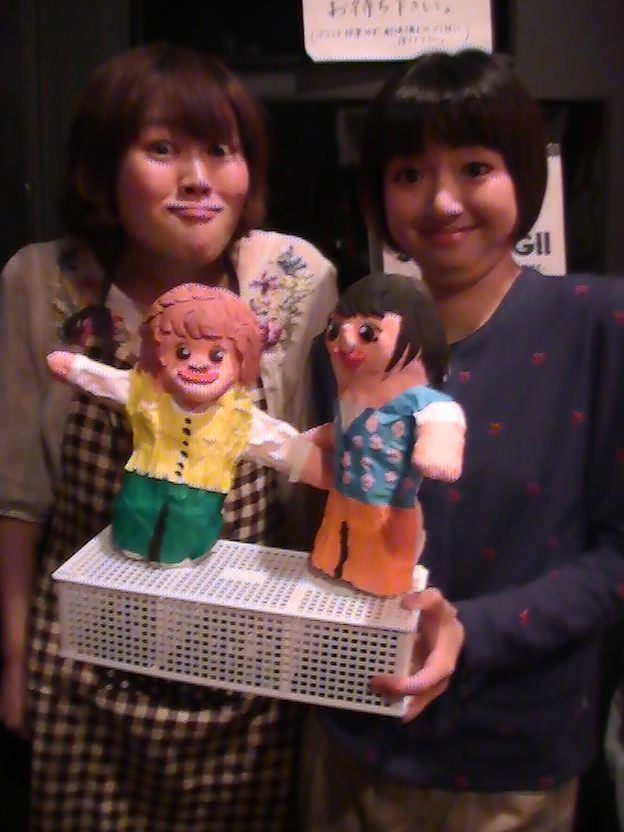
コンビ「少女ジャンプーズ」時代の白幡いちほ（右。左はおおたさゆり。2013年5月）

東京都立福生高等学校卒業。母親はモデルでシャンソン歌手の白鳥加奈子。きょうだいは本人も含めて4人いる。
2000年、10歳の時に芸能活動を始め、モデルとして『NTTドコモ』、『ディズニーアンバサダーホテル』、『東松グループ』、『KDDI』、『タイトー』などのCMに出演。モデル事務所には2008年4月まで在籍していた。
スクールJCA18期生としてお笑い業界に踏み入れ、2010年から2011年1月25日まで、スクールJCAの同期生・深沢招広との男女コンビ『あっちこっち』で活動。その後、2011年2月から2012年5月18日まで、残間萌とのコンビ『裏庭コミックス』で活動。裏庭コミックスは残間の引退により解散。裏庭コミックス解散後、それまで所属していたプロダクション人力舎を離れる。
その後しばらくフリーでピン芸人として活動していたが、元『WASABI』のおおたさゆりとコンビ『ハネリスピカ』を2012年8月に結成。コンビ名はおおたの名前から、ハワイ語で「百」の意味の「ハネリ」、白幡の本名からラテン語で「穂（穂先）」の意味の「スピカ」を合わせたものである。2012年8月15日のライブ『お子様ランチvol.20』（東京都中野区・野方区民ホール）でハネリスピカとして初出演。この時の相方・おおたに合流する形でトゥインクル・コーポレーション所属となる。その後、同じ事務所の先輩・やついいちろうがMCを務める『エンダン』（NOTTV）において、視聴者の応募の結果、2013年3月1日を以って、コンビ名をハネリスピカから『少女ジャンプーズ』に改名。2013年5月25日に、初の単独ライブ『おままごと』（東京・渋谷 シアターD）を行うも、。2014年7月に少女ジャンプーズ解散、同月に白幡もトゥインクル・コーポレーションを離れフリーとなる。現在はフリーでアイドルとして活動を続けている。相方のおおたは同社に残ってピン芸人となり、「おおたさゆり」または「フライドポテト人間」として活動、また2015年5月からは元「ちむちむちぇりー」のあべみなとコンビ（）を組んでの活動も不定期に行い（このコンビの初舞台は同年5月15日のライブ「TEPPEN.219 テッペンハニー」）、2016年2月1日からはこの二人で正式に『ジョリー惑星』というコンビ名となる。同時におおたの芸名は「フラポテおおた」に改名し、あべみなが以前から所属している松竹芸能東京に移籍。なお、コンビ名のうち「惑星」は、あべみなの好きなポルノグラフィティの曲『惑星キミ』から採っている。
ピンでやっていた時のネタには、河童の着ぐるみを着て演じるもの（「河童のシンガーソングライター」など）などがあった。  秋葉原的萌えクィーンコンテストの司会を務める。また『踊れる！アニソンディスコ』にレギュラー出演。 2013年4月20日より、BAN BAN BAN主催のDJイベント「アニソンディスコ」のメンバーに加入。 
ピン芸人となってからは「女芸人界一かわいい女芸人」を自称し、「競うのはレディー・ガガなど外国人相手」とも話している。軟式globeの「平日KOIKE」（2013年～2015年）でもあった。
土方蓮奈、雨情華月とともに異色音楽ユニット『最終未来兵器mofu』を結成し、2014年3月9日より活動。mofuではリーダーを務める。何度かのメンバーチェンジを経た後、最終未来兵器mofuは2016年9月1日から『劇場版ゴキゲン帝国』に改名して再スタート。以降はアイドルとしての出演が増えAbemaTV版お願い！ランキングでは1月度MCとして芸人を紹介する側に回った。
2018年9月3日に株式会社GOKIGEN JAPANを設立。取締役会長兼プレイヤーに就任。
2019年3月10日、岸波藍（セプテンバーミー）と新バンド『福modest』を結成。
2020年3月15日、推しゃべり処「家虎」を開業。
2020年7月4日、無観客ライブ「エイベのアイドル夏祭り～哲、この部屋。無観客ライブ配信～」に矢口真里選抜スペシャルユニット『ヤサマオシ』のメンバーとして出演。
2021年4月18日、『劇場版ゴキゲン帝国』を卒業。
以降は劇場版ゴキゲン帝国♾とは楽曲プロデュースの立場で関わる。
2021年8月31日に『ichihoPOPgazer』名義でソロ活動を開始。1stシングル「summer dive」を各種サブスクにて配信リリース。同年11月19日に2ndシングル「モルヒネ」を配信リリース。
2021年11月末を以って劇場版ゴキゲン帝国♾の楽曲プロデュースを終了。
2022年5月8日、白幡が新たにプロデュースするアイドルグループ「IZANAGI」がデビューライブを開催。
2022年5月15日 ichihoPOPgazer名義3rdシングル「edeN」を配信リリース。
2022年12月28日、『矢口真里の火曜The NIGHT』において総合格闘家の木内”SKINNY ZOMBIE”崇雅との結婚と妊娠を発表。

## 人物
- サイズは身長159cm、B78cm、W59cm、H79cm[22]。血液型O型。
- アニメ好きで、コスプレイヤー[32]。コスプレ衣装作りが特技[33]。コスプレ好きな芸人仲間が集まった「コスプレ芸人会」に参加している。  『最遊記』シリーズが好きで、好きなキャラは八戒。その影響で八戒の声を演じる石田彰のファンでもある。峰倉かずやの漫画は全て持っているという[34]。  『マクロスF』については「中学・高校生時代に脱オタしていた自分をもう一度アニオタに戻してくれた、自分にとって存在の大きなアニメ」と話している[35]。 ブシモ公式コスプレイヤーであり「ブシモ放送局」でコスプレMCを務めている。
- ももいろクローバーZファン[32]。
- 映画は三木聡監督、行定勲監督のそれぞれの作品を好む[32]。
- 『アカメが斬る!』のテレビアニメの応援隊長を務めた[36]。
- 『あのニュースで得する人損する人』（日本テレビ）の2015年2月5日放送の回で、自宅を片付けられない「ゴミドル」として紹介された。なお、母親は週1～2回のペースで白幡宅に泊まりに来ているという[37]。なお、これより少し前の2013年当時は、当時コブラナッツの関谷友美（現・ハナイチゴ）と同居していた[5]。
- ネクストブレイク「千原ワク×ワク会議」(日本テレビ、2016年7月13日）では、「アイドル×酒癖悪い」として登場した[38]。

- ペットとしてフトアゴヒゲトカゲの梵さん、ヒョウモントカゲモドキの御湖ちゃん、パグの雲丹ちゃんを飼っている。

- ファンからのプレゼントを2018年の自らの生誕祭を最後に受け取らなくなった。その頃やたら一升瓶の贈り物が増えたのを理由とし一時ネタにしていたが、欲しい物は自分で手に入れるのが彼女の好みのスタイルの様だった。

- 自身がプロデュースするIZANAGIの曲「沖縄に行きたい」で初期の劇場版ゴキゲン帝国以来に白幡本人が振付を担当。自由で伸び伸びした発想の振付の復活がファンに好評だった。

- 経営する推しゃべり処家虎の壁紙がマジックミラー号の壁紙と同じだったり、IZANAGIのMVロケ地が例のプールだったり、本人が下ネタ嫌いなの知ってるファンが敢えて避けてるのにも拘らず自分でネタを仕込んで笑わせようとする。

## 楽曲
- NOGAME NOLIFE - 歌：白幡いちほ
  - 『蒼い世界の中心で』DVD上巻（2013年3月29日発売）収録の特典アニメ『外伝 勇者ミョムト』のオープニングテーマ曲

### 配信シングル
- ichihoPOPgazer名義

| #   | 配信日         | タイトル    | 備考                                                |
| --- | -------------- | ----------- | --------------------------------------------------- |
| 1st | 2021年8月31日  | summer dive | 作詞・作曲：白幡いちほ。Music Video。MVメイキング。 |
| 2nd | 2021年11月19日 | モルヒネ    | 作詞・作曲：白幡いちほ。Music Video。               |
| 3rd | 2022年5月15日  | edeN        | 作詞・作曲：白幡いちほ。Music Video。               |

### 楽曲提供
| アーティスト           | タイトル                    | 備考                     |
| ---------------------- | --------------------------- | ------------------------ |
| キャンディzoo          | あにまるLOVE♡ワンダーランド | 作詞を白幡いちほが担当。 |
| POMÜM(ポムム)          | りーぷひゅぴしゅ！          | 作詞を白幡いちほが担当。 |
| shiratoishy            | ちっぽけなぼくら            | 作詞を白幡いちほが担当。 |
| 習川れたす（十二稜子） | 砂浜に描いた地図            | 作詞を白幡いちほが担当。 |
| 藍沢みんと（日向未来） | ワタクシ・オリジナル        | 作詞を白幡いちほが担当。 |
| Smewthie               | MAGICAL☆CARNIVAL            | 作詞を白幡いちほが担当。 |
| Smewthie               | CHASE♡CHASE                 | 作詞を白幡いちほが担当。 |
| Smewthie               | Story with you…             | 作詞を白幡いちほが担当。 |
| IZANAGI                | 理解のある彼くんisどこ      | 作詞を白幡いちほが担当。 |
| IZANAGI                | 週末slow memory             | 作詞を白幡いちほが担当。 |
| あいらび               | Answer                      | 作詞を白幡いちほが担当。 |

## 出演

### テレビ
- 情報満喫バラエティ 週末にしたい10のこと!（2012年2月4日、日本テレビ） ※裏庭コミックス時代に出演
- 幸せ!ボンビーガール（2012年9月28日、日本テレビ）
- サキよみ ジャンBANG!（テレビ東京） - 「ONE PIECE王決定戦」などに出演。
- 有吉ジャポン（TBSテレビ）
- 芸人報道（2013年7月29日・8月5日、日本テレビ）
- コス-1ぐらんぷり（ひかりTV）
- コミュニてれび（2013年9月2日、BSスカパー! ch.241） - コスプレ芸人会として出演
- コスコスプレプレ（2013年9月22日、フジテレビONE） - コスプレ芸人会として出演
- オトナの!（2013年12月11日・18日、TBSテレビ） -  ブシモ公式コスプレイヤーとして出演
- お説教アイドル 叱るGENJI（2014年1月10日、朝日放送） - 少女ジャンプーズとして出演
  - 叱るJr.（2013年12月20日、朝日放送） - 少女ジャンプーズとして出演
- 『お・ま・た・せ♪ゲーム王』～すごい奴がやってきたSP～!（2014年2月21日、朝日放送） - 少女ジャンプーズとして出演
- 日本全国ご自慢列島 ジマング（フジテレビ）
- あにむす!（2015年1月29日深夜・2月5日深夜、テレビ東京）
- あのニュースで得する人損する人（2015年2月5日・4月30日、日本テレビ）
- ブシモのテレビ（2015年7月4日、MXテレビ） -　スマホ女子のコーナー
- ネクストブレイク 千原ワク×ワク会議（2016年7月13日深夜、日本テレビ）
- NEWSな2人（2016年7月29日、TBSテレビ）
- ほぼほぼ〜真夜中のツギクルモノ探し〜（2017年1月21日、テレビ東京） - 出演権争奪アイドルオーディションに劇場版ゴキゲン帝国代表として出演。翌週より不定期レギュラー
- 家、ついて行ってイイですか?　(2017年12月30日、テレビ東京)

### ラジオ
- レコメン!（2015年2月3日、文化放送）
- 白幡いちほの私がモテないのはどう考えてもアニメが悪い（2015年3月29日 - 、FM湘南ナパサ） - 毎月第5日曜日レギュラー（生放送）
- BANBANBANのラジオでポン（2015年8月8日・15日、FMうらやす）

### ウェブテレビ
- 東京ゲームショウ2013 ブシロードブース生放送（2013年9月21日、ニコニコ生放送）
- ブシモ放送局（2013年11月1日 - 、ニコニコ生放送） - レギュラー出演
- 放課後MAP-帰宅部全員集合-（2014年2月28日 - 、ニコニコ生放送） - レギュラー出演
- 矢口真里の火曜The NIGHT（2018年4月11日、7月31日、10月24日、2019年11月6日、2020年4月8日、2021年4月7日[43]、2022年8月24日、12月28日[30]、AbemaTV） - 2018年4月、2019年11月、2021年4月は劇場版ゴキゲン帝国として出演
- スピードワゴンの月曜The NIGHT（2019年8月20日、AbemaTV）酒豪甲子園SP
- 給与明細（2020年2月17日[44]、5月25日[45]、9月14日[46]、AbemaTV） - 潜入ガール
- TAPIR THERAPY短編映画『マイアップデート』（2021年2月6日、YouTube）主演[47]。

### 携帯電話向け放送
- ソーシャル@トーク#エンダン（NOTTV）

### CM
- Panasonic（ラジオCMナレーション）[18]
- 味の素（ラジオCMナレーション）[18]
- シーブリーズ（ラジオCMナレーション）[18]
- 西友「サンタの夢編」「ダンス編」（テレビCMナレーション）[18]

など

### イベント
- アニソンディスコ（2013年4月20日 - 2017年卒業）

## 推しゃべり処家虎

### 住所
東京都杉並区高円寺南4丁目42番1号

### かつて在籍していたキャスト
- 音鳴さなり(劇場版ゴキゲン帝国∞)
- 果糖あや(劇場版ゴキゲン帝国∞)
- じゆりぴ
- 月見むぎ
- 乗松蛍
- 桃井美鈴

## 出版

### デジタル写真集
- 白幡のターン! （白幡いちほコスプレ写真集　2012年7月24日　製作・企画：エイチエム企画）
- 白幡はコスプレをくりだした! （白幡いちほコスプレ写真集　2013年3月18日　製作・企画：エイチエム企画）

## 連載
- ボーカロイドマガジン『ボカマガ』内連載『はじめてのボカロ』